# آزمون (احمق‌هایی که رؤیایی دارند)

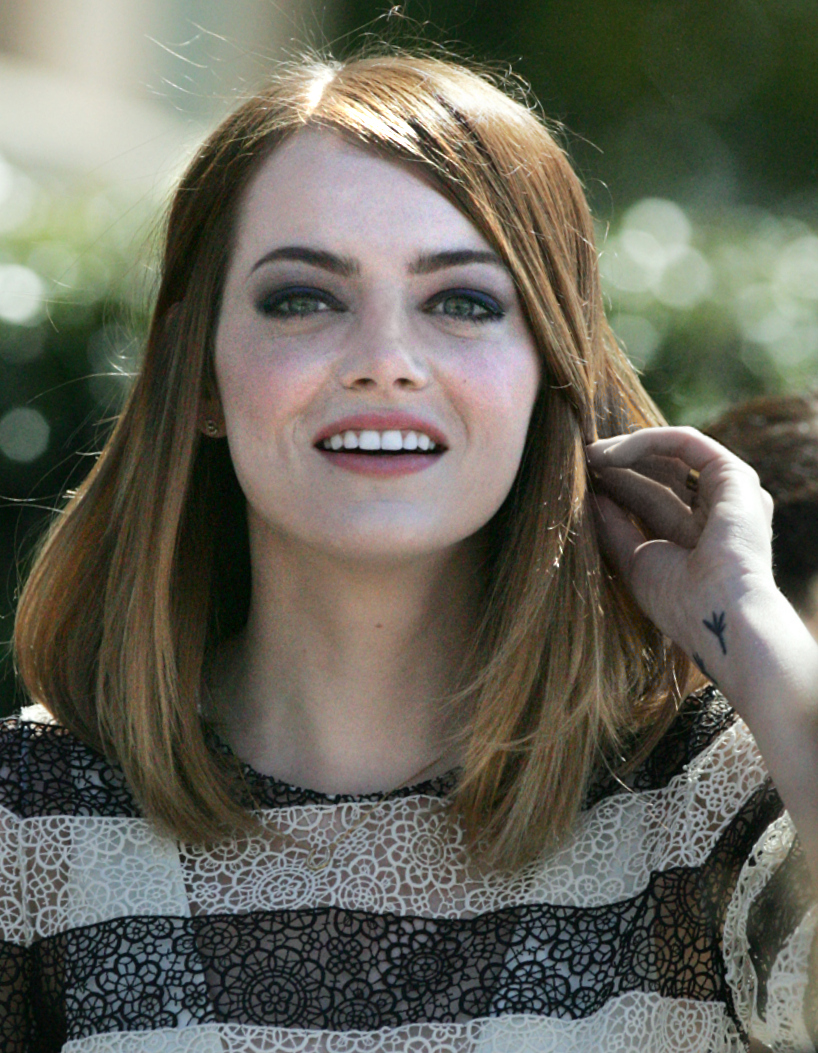
تصویر اما استون کسی که در فیلم آهنگ (احمق هایی که رویا دارند) را اجرا می کند

آزمون:احمق‌هایی که رؤیا دارند (انگلیسی: Audition (The Fools Who Dream)) آهنگی از فیلم لا لا لند است که شعر آن توسط جاستین پائول سروده شده و موسیقی آن نیز توسط جاستین هورویتز ساخته شده‌است.در فیلم اما استون ترانه را اجرا می‌کند. این آهنگ نامزد جایزه اسکار بهترین ترانه شد اما این جایزه به آهنگ شهر ستاره‌ها از همین فیلم تعلق گرفت.
جاستین هورویتز در طی مصاحبه‌ای این ترانه را آهنگ مورد علاقه اش در میان قطعه‌های موسیقی لالا لند دانست و گفت هنگام کار کردن بر روی هیچ آهنگ دیگری اینقدر لذت نبرده است. هورویتز همچنین آزمون را ترانه‌ای دانست که تنها رویاپردازان واقعی همچون شخصیت «میا» در لالا لند قادر به درک آن هستند.